# Georg Büchmann
Georg Büchmann (ur. 4 stycznia 1822 w Berlinie, zm. 24 lutego 1884 tamże) – niemiecki filolog.

## Życiorys
Studiował językoznawstwo, archeologię i teologię na uniwersytecie w Berlinie. W 1845 r. uzyskał doktorat na Uniwersytecie w Erlangen. W 1972 r. otrzymał profesurę.
Nauczał języków w berlińskich szkołach (w Brandenburgu an der Havel oraz w szkole rzemieślniczej w Berlinie-Friedrichswerder).  
Znał 10 języków obcych, w tym polski, szwedzki, duński i hebrajski. Sławę przyniosła mu książka Geflügelte Worte, Der Zitatenschatz des Deutschen Volkes, będąca zbiorem cytatów. Zawiera ona cytaty literackie, które weszły do powszechnego obiegu językowego (por. skrzydlate słowa). Praca została przetłumaczona na prawie wszystkie języki europejskie.
W 1877 r. musiał zrezygnować z wykonywania zawodu nauczyciela. Zmarł w zakładzie dla obłąkanych Maison de Santé. Pochowany jest na cmentarzu St.-Matthäus-Kirchhof w Schönebergu.